# Tweede Kamerverkiezingen 1977/Kandidatenlijst/D'66
De kandidatenlijst voor de Tweede Kamerverkiezingen 1977 van D'66 was als volgt:

## De lijst
- vet: verkozen
- schuin: voorkeurdrempel overschreden

1. Jan Terlouw - 429.777 stemmen
2. Laurens Jan Brinkhorst - 1.209
3. Henk Zeevalking - 1.846
4. Erwin Nypels - 419
5. Chel Mertens - 517
6. Maarten Engwirda - 293
7. Ineke Lambers-Hacquebard - 7.518
8. Meta van Beek[1] - 5.107
9. Elida Wessel-Tuinstra[1] - 1.612
10. Wim Dik - 452
11. Suzanne Bischoff van Heemskerck[2] - 1.016
12. S. Schuijer - 370
13. A.E.M. Desain - 358
14. I. Schoutsen - 463
15. H. Geelen - 59
16. Jan van den Hazel - 99
17. J. de Lange - 95
18. J. Feenstra - 169
19. W. de Jonge - 84
20. G.B. van Dijk - 142
21. P.W. van Baarsel - 45
22. Paul Wessels - 207
23. P.C.M. Peperkamp - 33
24. F.K.L. Rogier - 45
25. Ernst Bakker - 97
26. M.M.P. Korsten - 57
27. Henk Potman - 59
28. Maarten Verwey - 53
29. R.P. ten Have - 67
30. W. Maarse Nzn. - 155

CDA · PvdA · VVD · PPR · CPN · D'66 · DS'70 · SGP · Boerenpartij · GPV · PSP · RKPN · DAC · Federatie Bejaardenpartijen Nederland · Partij van de Belastingbetalers · SP · NVU · Verbond tegen Ambtelijke Willekeur · Europese Conservatieve Unie · Lijst 18 (kieskring IX) · KENml · RPF · NMP · Lijst 22
1967 · 1971 · 1972 · 1977 · 1981 · 1982 · 1986 · 1989 · 1994 · 1998 · 2002 · 2003 · 2006 · 2010 · 2012 · 2017 · 2021 · 2023